# Sangir (langue)
Pour les articles homonymes, voir Sangir (homonymie).
Le sangir est une langue austronésienne parlée dans l'île du même nom. Il fait partie d'un groupe auquel il a donné son nom, les « langues sangiriques », au sein du sous-groupe des langues philippines de la branche malayo-polynésienne occidentale des langues austronésiennes.